# Dorothy Yeats
Dorothy Yeats –conocida como Dori Yeats– (Montreal, 29 de julio de 1993) es una deportista canadiense que compite en lucha libre. Ganó una medalla de plata en el Campeonato Mundial de Lucha de 2012.
Ganó una medalla de oro en los Juegos de la Mancomunidad de 2014 y  una medalla de oro en los Juegos Panamericanos de 2015, en ambas ocasiones en la categoría de 69 kg. Participó en los Juegos Olímpicos de Río de Janeiro 2016, ocupando el quinto lugar en la categoría de 69 kg.

## Palmarés internacional
| Campeonato Mundial        | Campeonato Mundial    | Campeonato Mundial | Campeonato Mundial |
| Año                       | Lugar                 | Medalla            | Categoría          |
| ------------------------- | --------------------- | ------------------ | ------------------ |
| 2012                      | Edmonton (Canadá)     | Medalla de plata   | 67 kg              |
| Juegos Panamericanos      |                       |                    |                    |
| Año                       | Lugar                 | Medalla            | Categoría          |
| 2015                      | Toronto (Canadá)      | Medalla de oro     | 69 kg              |
| Juegos de la Mancomunidad |                       |                    |                    |
| Año                       | Lugar                 | Medalla            | Categoría          |
| 2014                      | Glasgow (Reino Unido) | Medalla de oro     | 69 kg              |